# ولتاژ اوردرایو
ولتاژ اُوِردِرایو (به انگلیسی: Overdrive voltage) یا ولتاژ فرا-راه‌اندازی که معمولاً به اختصار VOV نامیده می‌شود، معمولاً در زمینه ترانزیستورهای ماسفت نامیده می‌شود. ولتاژ اوردرایو به عنوان ولتاژ بین گیت ترانزیستور و سورس (VGS) بیش از ولتاژ آستانه (VTH) تعریف می‌شود که در آن VTH به عنوان حداقل ولتاژ مورد نیاز بین گیت و سورس برای روشن کردن ترانزیستور (اجازه برای هدایت الکتریسیته) تعریف می‌شود. . با توجه به این تعریف، ولتاژ اوردرایو به عنوان «ولتاژ گیت اضافی» یا «ولتاژ مؤثر» نیز شناخته می‌شود. ولتاژ اوردرایو را می‌توان با استفاده از معادله ساده پیدا کرد: VOV = VGS - VTH.

## فناوری
VOV مهم است زیرا مستقیماً بر جریان پایانه درین خروجی (ID) ترانزیستور تأثیر می‌گذارد که یک ویژگی مهم مدارهای تقویت‌کننده است. با افزایش VOV می‌توان ID را تا رسیدن به اشباع افزایش داد.
ولتاژ اوردرایو همچنین به‌دلیل ارتباط آن با VDS، ولتاژ درین نسبت به سورس، که می‌تواند برای تعیین ناحیه کاری ماسفت استفاده شود، مهم است. جدول زیر نحوه استفاده از ولتاژ اوردرایو را برای درک ناحیه کاری ماسفت نشان می‌دهد:
| شرایط                 | ناحیه کاری  | توضیحات                                                               |
| --------------------- | ----------- | --------------------------------------------------------------------- |
| VDS > VOV ; VGS > VTH | اشباع (CCR) | ماسفت جریان بالایی را ارائه می‌کند و تغییر VDS کار زیادی انجام نمی‌دهد. |
| VDS < VOV ; VGS > VTH | تریود (خطی) | ماسفت جریان را در یک رابطه خطی با ولتاژ (VDS) ارائه می‌کند.            |
| VGS < VTH             | قطع         | ماسفت خاموش است و نباید جریانی را ارائه کند.                          |

توضیح بیشتر مرتبط با فیزیک به شرح زیر است:
در یک ترانزیستور اِنماس، ناحیه کانال تحت بایاس صفر دارای حفره‌های فراوانی است (یعنی سیلیکون نوع p است). با اعمال یک بایاس منفی گیت (VGS < 0) حفره‌های بیشتری را جذب می‌کند و به آن انبارش (به انگلیسی: accumulation) می‌گویند. ولتاژ مثبت گیت (VGS > 0) الکترون‌ها را جذب می‌کند و حفره‌ها را دفع می‌کند و به این دلیل تخلیه (به انگلیسی: depletion) نامیده می‌شود زیرا تعداد حفره‌ها را کم می‌کنیم. در یک ولتاژ بحرانی به نام ولتاژ آستانه (VTH) کانال در واقع چنان خالی از حفره‌ها و غنی از الکترون خواهد بود که به سیلیکون نوع n وارونه می‌شود و به این ناحیه وارونگی (به انگلیسی: inversion) می‌گویند.
با افزایش این ولتاژ، VGS، فراتر از VTH، گفته می‌شود که با ایجاد یک کانال قوی‌تر، گیت را فراراه‌اندازی (اوردرایو) می‌کند، از این رو اوردرایو (که اغلب Vov ،Vod یا Von نامیده می‌شود) به عنوان (VTH - VGS) تعریف می‌شود. .